# Роза Ауслендер
Роза Ауслендер (рођена Розали Беатрис Шерцер; 11. мај 1901, Черновци — 3. јануар 1988, Дизелдорф) била је јеврејска песникиња која је писала на немачком и енглеском језику. Рођена у Черновцима у Буковини, проживела је бурну историју припадајући Аустроугарској империји, Краљевини Румунији и Совјетском Савезу. Роза Ауслендер је провела живот у неколико земаља: Аустроугарској, Румунији, Сједињеним Државама и Западној Немачкој.

## Биографија

### Младост и образовање, 1901–1920.
Роза Ауслендер је рођена у Черновцима, у Буковини (данас Украјина), у јеврејској породици која је говорила немачки језик. У то време Черновци су били део Аустроугарске империје. Њен отац Сигмунд Шерцер (1871–1920) био је из малог града у близини Черноваца, а њена мајка Кати Ети Рифке Биндер (1873–1947) рођена је у Черновцима у породици немачког говорног подручја. Од 1907. године ишла је ту у школу. Године 1916, њена породица је побегла од царске руске војске у Беч, али се 1920. вратила у Черновце, који су постали део Краљевине Румуније и после 1918. био познат као Чернауци.
Године 1919. почела је да студира књижевност и филозофију у Чернауцију. У то време развила је дуготрајно интересовање за филозофа Константина Брунера. Након што јој је отац умро 1920. године, напустила је универзитет.

### Минеаполис и Њујорк, 1921–1927.
Године 1921. емигрирала је у Сједињене Државе са својим универзитетским пријатељем и будућим мужем Игназом Ауслендером. У Минеаполису је радила као уредница немачког листа Westlicher Herold и била је сарадница антологије Amerika-Herold-Kalender, у којој је објавила своје прве песме. Године 1922. преселила се са Ауслендером у Њујорк, где су се венчали 19. октобра 1923. Одвојила се од Ауслендера три године касније са 25 година, али је задржала његово презиме. Америчка држављанка је постала 1926. ‍:7 У циклусу песама Њујорк (1926–1927), експресионизам њеног раног стваралаштва заменио је хладно контролисани језик уметничког правца Нова стварност. Њено интересовање за  филозофа Константина Брунера је нестало.

### Чернауци и Њујорк 1926–1931.
Године 1926. вратила се на две године кући у Чернауци да се брине о својој болесној мајци. Тамо је упознала графолога Хелиоса Хехта, који је постао њен партнер. Године 1928. вратила се у Њујорк са Хехтом. Објављивала је песме у „New Yorker Volkszeitung” и у социјалистичком дневнику Vorwärts из Чернауција до 1931.

### Чернауци 1931–1945.
1931. године вратила се да поново брине о својој мајци, радећи за новине Czernowitzer Morgenblatt до 1940. године. Изгубила је америчко држављанство до 1934. јер није била у САД више од 3 године. Те године се раздвојила од Хехта. Са Хехтом је била у вези до 1936, када је отишла у Букурешт.
Почетком 1939. путовала је у Париз и Њујорк, али се још једном вратила у Чернауци да брине о својој болесној мајци. Године 1939. објављен је њен први том песама Der Regenbogen (Дуга) уз помоћ њеног ментора, буковинског писца Алфреда Маргул-Шпербера. Иако су га критичари позитивно примили, јавност га није прихватила. Већи део штампе је уништен када је нацистичка Немачка окупирала Чернауци 1941.
Од октобра 1941. до 1944, радила је као принудни радник у гету Чернауци. Тамо је са мајком и братом остала две године, и још годину дана се скривала да не би била депортована у нацистичке концентрационе логоре.
У пролеће 1943. Ауслендерова је срела песника Пола Целана у гету Чернауци. У пролеће 1944. Буковина је постала део Совјетског Савеза. Ауслендерова је радила у градској библиотеци Чернауци до септембра 1944.

### Њујорк, 1944–1966.
Октобра 1944. Роза Ауслендер се вратила да живи у Њујорку. Године 1947. њена мајка је умрла и Ауслендерова је претрпела физички колапс. Од 1948. до 1956. писала је своје песме само на енглеском. Од 1953. до 1961. зарађивала је за живот радећи као страни дописник у бродарској компанији у Њујорку, а 1948. је поново добила америчко држављанство.
Док је присуствовала Конференцији писаца у Њујорку на Вагнер колеџу на Стејтен Ајленду, упознала је песникињу Меријен Мур. Ово је био почетак пријатељства документованог у неколико писама, у којима је Мурова саветовала Розу о њеном писању и коначно је охрабрила да се врати писању поезије на немачком. Неколико Розиних енглеских песама посвећено је Муровој.
Године 1957. поново је срела Пола Целана у Паризу, са којим је разговарала о модерној поезији, песми и холокаусту. Вратила се матерњем језику. Целан ју је охрабривао да „радикално промени свој поетски стил, који је био свечан и продоран, под утицајем Хелдерлина и Тракла, препуштајући се безначајној, све већој музичко-ритмичкој јасноћи“. Године 1963. боравила је у Бечу, где је објавила своју прву књигу од 1939. Јавност је одушевљено дочекала Blinder Sommer (Слепо лето).

### Дизелдорф, 1967–1988.
Године 1967. емигрирала је у Европу. После неуспешног покушаја да се настани у Бечу, коначно се преселила у Дизелдорф. Прво је живела у пансиону у близини железничке станице. Позвана је да чита своје песме у легендарном пабу Oberkasseler pub Sassafras. 1972. године преселила се у Дом за старе Нели Закс. Тешко погођена артритисом и прикована за кревет од 1978. надаље, она је и даље стварала, диктирајући своје текстове до 1986. године, јер није могла сама да пише. Умрла је у Дизелдорфу 1988.

## Радови
Роза Ауслендер је написала више од 3000 песама, које се у суштини врте око тема „Heimat“ (домовина, Буковина), детињства, односа према мајци, јудаизма (холокауст, изгнанство), језика (као средства изражавања и дома), љубави, старења и смрти. Уз сваку песму написану после 1945. треба узети у обзир да је она под утицајем њеног искуства Холокауста без обзира да ли се директно бави том темом или не. Ауслендер је свој идентитет извела из писања: "Wer bin ich/wenn ich nicht schreibe?" (Ко сам ја/ако не пишем?).
- Der Regenbogen (The Rainbow), 1939.
- Blinder Sommer (Blind Summer), 1965.
- Brief aus Rosen (Letter from Rosa/Letter from Roses)
- Das Schönste (The most beautiful)
- Denn wo ist Heimat? (Then Where is the Homeland)
- Die Musik ist zerbrochen (The Music is Broken)
- Die Nacht hat zahllose Augen (The Night Has Countless Eyes)
- Die Sonne fällt (The Sun Fails)
- Gelassen atmet der Tag (The Day Breathes Calmly)
- Hinter allen Worten (Behind All Words)
- Sanduhrschritt (Hourglass Pace)
- Schattenwald (Shadow Forest)
- Schweigen auf deine Lippen (Silence on Your Lips)
- The Forbidden Tree
- Treffpunkt der Winde (Meetingplace of the Wind)
- Und nenne dich Glück (And Call You Luck)
- Wir pflanzen Zedern (We Plant Cedars)
- Wir wohnen in Babylon (We Live in Babylon)
- Wir ziehen mit den dunklen Flüssen (We Row the Dark Rivers)
- Herbst in New York (Autumn in New York)
- An ein Blatt (To a Leaf)
- Anders II

### Постхумни рад
- Poems of Rose Auslander. An Ark of Stars (Translated by Ingeborg Wald, Drawings by Ed Colker, Haybarn Press 1989)
- Rose Auslander: Twelve Poems, Twelve Paintings (Translated by Ingeborg Wald, Paintings Adrienne Yarme, Ithaca, NY 1991)
- Dánta le Rose Ausländer (Translated into Irish by Isobel Ní Riain, Coiscéim, Dublin, 2023)